# Inge Posch-Gruska

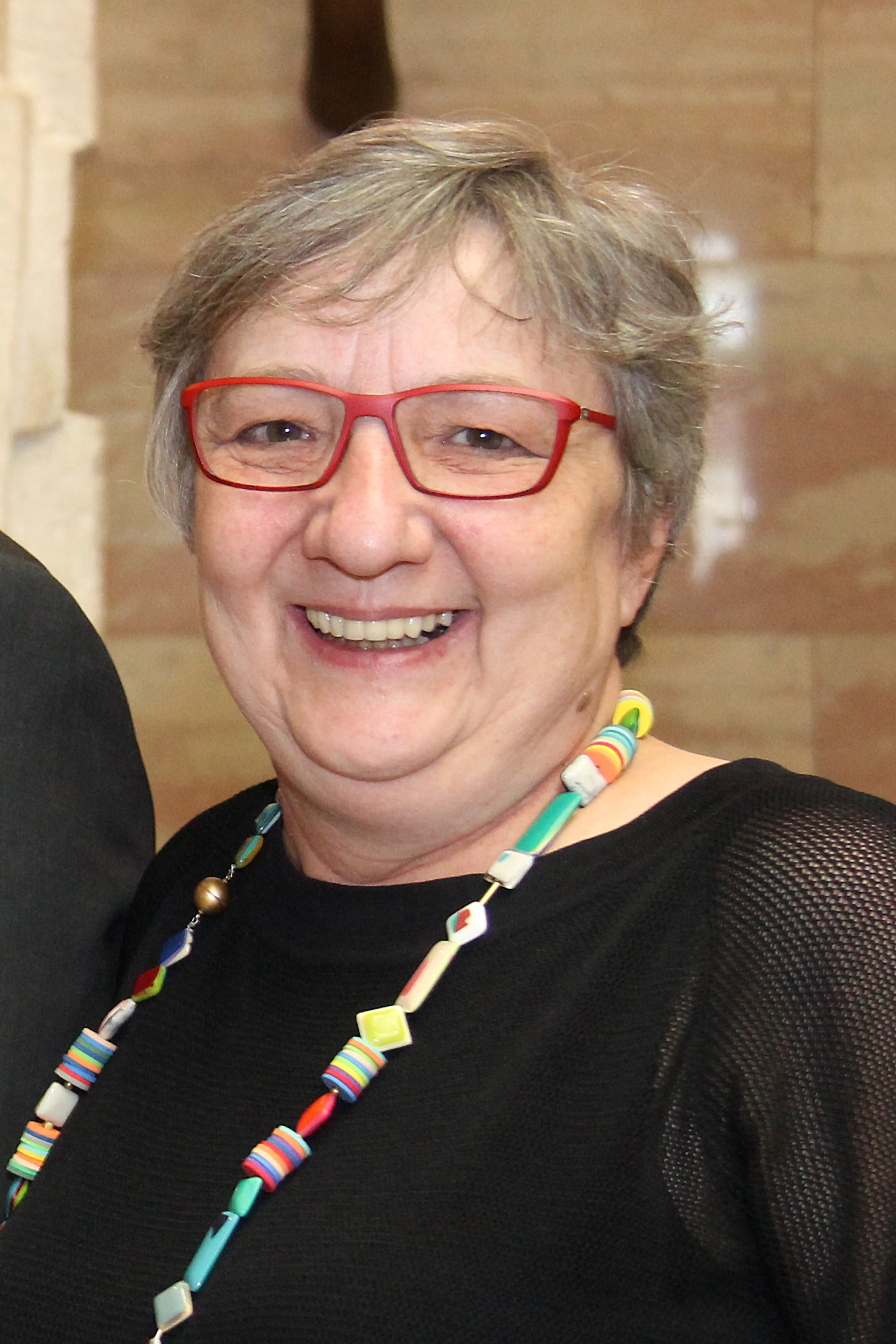
Inge Posch-Gruska (2016)

Inge Posch-Gruska (* 16. Mai 1962 in Baden, Niederösterreich) ist eine österreichische Politikerin (SPÖ). Im zweiten Halbjahr 2018 war sie Präsidentin des Bundesrates, dem sie von 2010 bis Februar 2019 angehörte. Von 2007 bis 2021 war sie Bürgermeisterin von Hirm (Burgenland). Von 2005 bis 2010 war sie Abgeordnete zum Burgenländischen Landtag, dem sie vom 28. Februar 2019 bis zum 17. Februar 2020 wieder angehörte.

## Ausbildung und Beruf
Posch-Gruska besuchte die Volks- und Hauptschule in Leobersdorf und danach die dreijährige Fachschule für wirtschaftliche Berufe in Baden bei Wien. Nach ihrer Ausbildung arbeitete Posch-Gruska für die Arbeiterkammer Burgenland. Im Falle ihrer Wahl in den Landtag kündigte Posch-Gruska an, sich in ihrem Beruf karenzieren zu lassen.

## Politik
Posch-Gruska engagierte sich bereits mit 14 Jahren bei den Kinderfreunden und wurde im April 2003 zur Landesvorsitzenden der Kinderfreunde Burgenland gewählt. Seit Mai 2004 ist sie zudem stellvertretende Bundesvorsitzende der österreichischen Kinderfreunde.
Posch-Gruska ist seit Dezember 2000 SPÖ-Ortsparteivorsitzende der Gemeinde Hirm und wurde in diesem Jahr zur Vizebürgermeisterin gewählt. Zuvor saß sie bereits seit 1997 im örtlichen Gemeinderat. 2007 wurde Posch-Gruska Bürgermeisterin von Hirm, nachdem sich ihr Parteikollege aus gesundheitlichen Gründen aus dem Amt zurückgezogen hatte. Sie wurde zudem im Oktober 2004 zur stellvertretenden  Bezirksfrauenvorsitzende im Bezirk Mattersburg gewählt und übernahm 2007 das Amt der Bezirksfrauenvorsitzenden. 
Posch-Gruska war ab dem 25. Oktober 2005 Mitglied des Landtages und Bereichssprecherin für Kinder, Konsumentenschutz, Menschen mit besonderen Bedürfnissen und die ältere Generation. Bei der Landtagswahl im Burgenland 2010 unterlag sie im SPÖ-internen Vorzugsstimmenkampf gegen die Mattersburger Bürgermeisterin Ingrid Salamon, die 2016 Vorzugsstimmen erzielte während Posch-Gruska nur 1848 erreichte. Posch-Gruska musste in der Folge per 24. Juni 2010 aus dem Landtag ausscheiden, wurde jedoch noch am selben Tag in den Bundesrat gewählt. Von 1. Juli bis 31. Dezember 2018 war sie dessen Präsidentin.
Im November 2018 wurde bekannt, dass Günter Kovacs vom Landtag in den Bundesrat wechseln soll, im Gegenzug dazu kehrte Posch-Gruska mit 28. Februar 2019 vom Bundesrat in den Landtag zurück. Nach der Landtagswahl 2020 schied sie aus dem Landtag aus. Im Zuge der Bezirkskonferenz am 11. September 2020 übernahm Claudia Schlager den Vorsitz der SPÖ-Frauen im Bezirk Mattersburg von Inge Posch-Gruska.

## Privates
Posch-Gruska ist verheiratet und Mutter eines Sohnes (* 1986).

## Auszeichnungen
- 2020: Großes Ehrenzeichen des Landes Burgenland in Gold[10]